# Chōnen
Chōnen (奝然?) (25 februarie 938 -- 25 aprilie 1016) a fost un călugăr budist japonez din perioada Heian, cunoscut pentru pelerinajul său la muntele Wutai în China.

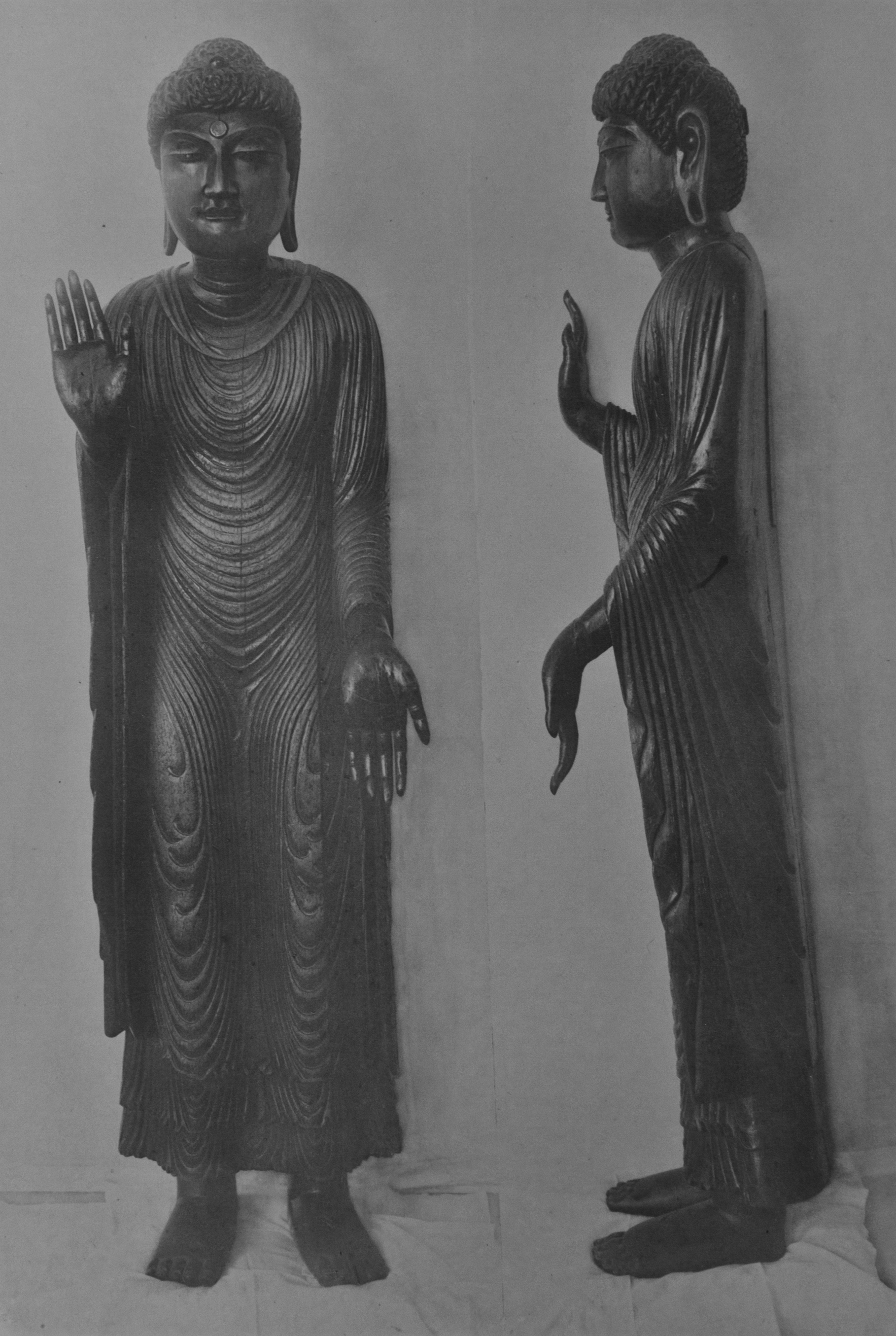
Statuia lui Buddha Shakyamuni adusă din China de către Chōnen

S-a născut în clanul Hata⁠(en)[traduceți] în provincia Yamashiro (actualmente prefectura Kyoto) lângă Heian-kyo, pe atunci capitala Japoniei. În adolescență a fost trimis la templul Tōji (東寺?) din capitală, unde a devenit discipolul maestrului Kanri (観理?) (894-974) și a studiat învățăturile Celor Trei Tratate⁠(en)[traduceți]. Mai târziu a plecat la templul Ishiyama-dera⁠(en)[traduceți] (石山寺?) în Otsu, unde a fost inițiat în budismul ezoteric sub conducerea lui Gengō (元杲?) (911-995).
În 970 a început pregătirile pentru călătorie în China. Chōnen dorea să urce muntele Wutai, locul pretins de manifestare a lui bodhisattva Manjusri, și să viziteze locurile sfinte ale lui Buddha Shakyamuni în India. Însă realizarea pelerinajului s-a confruntat cu o critică dură, Chōnen fiind considerat lipsit de talent și nedemn de un asemenea pelerinaj.
În 983 a călătorit în China, unde a petrecut trei ani, făcând pelerinaj la munții sacri　Tiantai⁠(en)[traduceți] și Wutai⁠(en)[traduceți], vizitând curtea imperială a dinastiei Song și primind titlul de Daishi (大師 mare maiestru?) din mâinile împăratului Taizong. În 986 s-a întors în Japonia aducând cu el o nouă ediție a textelor sacre (Tripitaka) tipărită la curtea imperială de la Kaifeng și o statuie a lui Buddha Shakyamuni cioplită din lemn de santal⁠(en)[traduceți]. În anul următor statuia a fost instalată în templul Jobonrendai-ji⁠(ja)[traduceți] din Kyoto, iar  în 989 a fost numit al 51-lea stareț la templul Todai-ji în Nara. După moarte a fost distins cu numele postum de Hōsai (法済?).
În prezent statuia adusă de Chōnen are statut de Tezaur Național al Japoniei⁠(en)[traduceți] și se află în templul Seiryō-ji⁠(en)[traduceți] în Kyoto.
Lucrarea „Genealogia împăraților Japoniei”, prezentată de Chōnen curții imperiale din China a fost inclusă în descrierea Japoniei din „Song Shi⁠(en)[traduceți]” („Istoria dinastiei Song”). La fel și descrierea Japoniei din „Xin Tangshu⁠(en)[traduceți]” („Noua cronologie a dinastiei Tang”) este insirată din „Genealogia împăraților Japoniei”, fără a o menționa explicit.